# Mary Gordon-Watson
Mary Diana Gordon-Watson MBE (* 3. April 1948 in Blandford Forum, Dorset, England) ist eine britische Reiterin. Sie gewann eine Mannschafts-Goldmedaille im Militarywettbewerb (heute Vielseitigkeitsreiten oder Eventing) bei den Olympischen Sommerspielen 1972 in München. Im Einzelwettbewerb belegte sie den vierten Platz.
1969 war sie Europameisterin im Einzelwettbewerb, 1971 dann mit der Mannschaft. 1970 wurde sie sowohl im Einzel als auch mit der Mannschaft Weltmeisterin.
Mary Gordon-Watson veröffentlichte mehrere Bücher über den Reitsport.